# 多萝西·海曼
多萝西·海曼（英語：Dorothy Hyman，1941年5月9日—），英国女子田径运动员，主攻短跑。她曾代表英国参加1960年和1964年夏季奥林匹克运动会田径比赛，获得一枚银牌和二枚铜牌。